# Pachyramphus salvini
El anambé críptico (Pachyramphus salvini) es una especie de ave paseriforme de la familia Tityridae, perteneciente al numeroso género Pachyramphus, hasta recientemente —año 2023— tratada como una subespecie del anambé blanquinegro Pachyramphus albogriseus. Es nativo del oeste de América del Sur.

## Distribución y hábitat
Se distribuye por los bosques húmedos montanos y bosques caducifolios de la pendiente del Pacífico del oeste de Colombia, oeste de Ecuador y noroeste de Perú y se interna por la cuenca del río Marañón, hasta La Libertad y San Martín. También puede ser encontrado, pero tal vez apenas estacionalmente, en la pendiente oriental de los Andes del sur de Colombia, este de Ecuador y este de Perú. En altitudes entre el nivel del mar y 2450 m.

## Sistemática

### Descripción original
La especie P. salvini fue descrita por primera vez por el ornitólogo estadounidense Charles Wallace Richmond en 1899 bajo el mismo nombre científico como nombre substitutivo a Pachyrhamphus similis descrito por el zoólogo británico Osbert Salvin en 1895, nombre que se encontraba pre-ocupado por otro taxón, Pachyrhamphus similis, descrito por el ornitólogo estadounidense George Kruck Cherrie en 1891 y cuya combinación actual es Pachyramphus polychopterus similis; su localidad tipo es: «Chusgón, Perú».

### Etimología
El nombre genérico masculino «Pachyramphus» se compone de la palabras del griego «pakhus» que significa ‘robusto’, ‘grueso’, y «ramphos» que significa ‘pico’; y el nombre de la especie «salvini», conmemora al zoólogo británico Osbert Salvin (1835–1898).

### Taxonomía
Estudios genéticos anteriores (Musher & Cracraft (2018), Musher et al. (2019)) ya apresentaban evidencias de que la especie Pachyramphus albogriseus era polifilética, con el grupo de subespecies P. albogriseus/ornatus próximo de Pachyramphus major y Pachyramphus marginatus, y la subespecie P. albogriseus salvini más próxima de Pachyramphus polychopterus. Las evidencias morfológicas, genéticas y de vocalización presentadas en el estudio de Musher, Krabbe y Areta (2023), confirmaron que P. albogriseus/ornatus y P. albogriseus salvini son especies distintas; los autores definieron nuevas áreas de distribución, y además, que la subespecie P. albogriseus guayaquilensis J.T. Zimmer, 1936, cuya área de distribución era el oeste de Ecuador, es un sinónimo posterior de la presente. Con base en todas las evidencias, el Comité de Clasificación de Sudamérica (SACC) en la Propuesta No 955 reconoció a Pachyramphus salvini como especie plena, con el nombre (en traducción libre del inglés) de anambé críptico. La separación fue seguida por el Congreso Ornitológico Internacional (IOC) y por Clements checklist/eBird.